# Комітет Верховної Ради України з питань молоді і спорту
Комітет Верховної Ради України з питань молоді і спорту — утворений 29 серпня 2019 у Верховній Раді України IX скликання. У складі комітету 7 депутатів, голова Комітету — Кожем'якін Андрій Анатолійович.

## Склад
У складі комітету:
1. Кожем'якін Андрій Анатолійович — голова Комітету
2. Беленюк Жан Венсанович — перший заступник голови Комітету
3. Костюх Анатолій Вячеславович — заступник голови Комітету
4. Мокан Василь Іванович — заступник голови Комітету, голова підкомітету з питань національно-патріотичного виховання
5. Суркіс Григорій Михайлович — секретар Комітету
6. Борзова Ірина Наумівна — член Комітету, голова підкомітету з питань державної молодіжної політики
7. Мазурашу Георгій Георгійович — член Комітету, голова підкомітету з питань фізичної культури та масового спорту
8. Саладуха Ольга Валеріївна — член Комітету, голова підкомітету з питань спорту вищих досягнень та спортивної діяльності

## Предмет відання
Предметом відання Комітету є:
- державна молодіжна політика;
- національно-патріотичне виховання;
- фізична культура та масовий спорт;
- спорт вищих досягнень та спортивна діяльність;
- регулювання використання коштів на розвиток спорту, отриманих від лотерей.